# 医学書の一覧
医学書の一覧（いがくしょのいちらん）は、東洋医学、西洋医学における医学書の一覧。医学書と編著者を挙げる。

## 東洋

### 日本

#### 平安時代
- 『大同類聚方』（安倍真直、出雲広貞ほか）-808年
- 『医心方』（丹波康頼）-984年

#### 鎌倉時代
- 『頓医抄』（梶原性全）-1304年
- 『万安方』（梶原性全）-1315年

#### 室町時代
- 『福田方』（有隣）-1363年

#### 安土桃山時代
- 『啓迪集』（曲直瀬道三（正盛））-1574年
- 『衆方規矩』（曲直瀬道三）-1574年

#### 江戸時代
- 『外療細塹』（鷹取甚右衛門尉、藤原秀次）-1606年
- 『薬性能毒』（曲直瀬玄朔）-1608年
- 『医方問余』（名古屋玄医）-1679年
- 『鍼道秘訣集』（御薗夢分斎、御薗意斎）-1685年
- 『十四経発揮和語抄』『素問諺解』『難経本義諺解』（岡本一抱（1654～1716））
- 『和漢三才図会』（寺島良安）-1712年
- 『養生訓』（貝原益軒）-1713年
- 『鍼灸重宝記』（本郷正豊）-1718年
- 『婦人ことぶき草』（香月啓益（牛山））-1726年
- 『薬籠本草』（香月牛山）-1734年
- 『蔵志』（山脇東洋）-1754年
- 『杉山流三部書』（杉山和一）
- 『類聚方』（吉益東洞）-1762年
- 『鍼灸則』（菅沼周桂（1706～1764））
- 『薬徴』（吉益東洞）-1771年
- 『解体新書』（杉田玄白、前野良沢、中川淳庵、桂川甫周、嶺春泰、石川玄常、烏山松圓、桐山正哲）-1774年
- 『蘭学階梯』（大槻玄沢）-1788年
- 『気血水薬徴』（吉益南涯）-1792年
- 『西説内科撰要』（宇田川玄随）-1792年
- 『瘍医新書』（杉田玄白、大槻玄沢）-1793年
- 『按摩手引』（藤林良伯）-1799年
- 『腹証奇覧』（稲葉文礼）-1799年
- 『蔓難録』（柘植彰常、龍洲柘）-1801年
- 『叢桂亭医事小言』（原南陽）-1805年
- 『和蘭内景医範提綱』（附属図『内象銅版図』）（宇田川玄真）-1805年
- 『経穴彙解』（原南陽）-1807年
- 『名家灸選』（和気惟享）-1807年
- 『経穴纂要』（小坂元祐）-1810年
- 『厚生新編』（大槻玄沢、馬場佐十郎、宇田川玄真）-1811年
- 『鍼灸説約』（石坂宗哲）-1812年
- 『国字断毒論』（橋本伯寿）-1813年
- 『蘭学事始』（杉田玄白）-1815年
- 『蕉窓雑話』（和田東郭）-1818年
- 『和蘭薬鏡』（宇田川玄真（榛斎））-1819年
- 『遠西医方名物考』（宇田川玄真、宇田川榕菴）-1822年
- 『重訂解体新書』（大槻玄沢）-1826年
- 『按腹図解』（太田晋斎）-1827年
- 『杏林内省録』（緒方惟勝）-1836年
- 『幼々精義』（原著 フーヘランド（ドイツ人） 、訳者 堀内素堂）-1848年
- 『病学通論』（緒方洪庵）-1849年
- 『無冤録述』（河合甚兵衛尚久）-1854年
- 『扶氏経験遺訓』（原著　扶歇蘭土、訳者　緒方洪庵）-1857年
- 『虎狼痢治準』（緒方洪庵）-1858年
- 『霍乱治略』（尾臺良作）-1864年

#### 明治時代以降
- 『勿誤薬室方函口訣』（浅田宗伯）-1878年
- 『医界之鐵椎』（和田啓十郎）-1910年
- 『漢方医学の新研究』（中山忠直）-1927年
- 『皇漢医学』（湯本求眞）-1928年

##### 未整理
- 『鍼灸治療要穴』『鍼灸真髄』（代田文誌（1900年～1974年））
- 『安驥集脈論』（中村三休）
- 『安産みちしるべ』（純考）
- 『太極療法』（澤田健）
- 『鍼灸臨床治方録』（松元四郎平）
- 『鍼灸治療医典』『鍼灸医学全書』（柳谷素霊）
- 『経絡の研究』（長濱善夫）
- 『灸点新療法』（阪井松梁）
- 『知熱感度測定法』『鍼灸治療学』（赤羽幸兵衛）
- 『医家のための鍼術入門講座』（間中喜雄、ヘリベルト・シュミット）
- 『図解実用鍼灸経穴学』『鍼灸経絡治療講話』（本間祥白）
- 『指圧療法』（小川惟精）
- 『名家灸選釈義』『圧戟灸の効用』『お灸で病気を治した話』『家伝灸物語』（深谷伊三郎）
- 『図説深谷灸法』（入江靖二）
- 『鍼灸沢田流』（山田国弼）
- 『増補　傷寒論真髄』（横田観風）
- 『図説中医学概念 －中西医結合の視点から－』（汪先恩）
- 『鍼灸経絡治療』（岡部素道）
- 『漢方入門講座漢方処方集』（龍野一雄）
- 『素問医学の世界―古代中国医学の展開』（藤木俊郎）
- 『東邦医学』（駒井一雄監修）
- 『経絡治療原論』（福島弘道）
- 『灸治療概説』（根井養智）
- 『最新良導絡の臨床の実際』（中谷義雄）
- 『昭和鍼灸の歳月』（上地栄）
- 『漢方医術復興の理論』（竹山晋一郎）
- 『医家のための鍼術入門講座』（間中喜雄）
- 『66症例から学ぶ鍼灸不適応疾患の鑑別と対策』（代田文彦、出端昭男、松元丈明）
- 『鍼の道を尋ねて』（馬場白光）
- 『井穴刺絡学』（浅見鉄男）
- 『もう「大病院」には頼らない』（代田文彦）
- 『実用漢方処方集』（日本漢方協会、藤平健、 山田光胤）

### 中国
- 『馬王堆医経』（不明）
- 『史記』（司馬遷）-紀元前91年頃
- 『黄帝内経』（不明）-前漢
- 『神農本草経』（不明）
- 『傷寒雑病論』（張機）-後漢
- 『脈経』（王叔和）-晋
- 『難経』（扁鵲としている）-東晋
- 『鍼灸甲乙経』（皇甫謐）-東晋
- 『肘後備急方』（葛洪）
- 『本草経集注』（陶弘景）
- 『呉晋本草』（呉晋）
- 『諸病源候論』（巣元方ら）
- 『黄帝内経太素』（楊上善）
- 『備急千金要方』『千金翼方』（孫思邈）
- 『外台秘要方』（王燾）
- 『銅人腧穴鍼灸図経』（王惟一）
- 『安驥集』（李石）
- 『幼幼新書』（劉昉）-1150年
- 『太平恵民和剤局方』（陳師文）-1151年
- 『三因方』（陳無択）-1162年
- 『三因極一病証方論』（陳言）-1174年
- 『小児薬証直訣』（銭乙）
- 『聖済総録』（申甫校訂）-南宋
- 『本事方』（許叔微）-南宋
- 『傷寒明理論』『傷寒明理薬方論』『注釈傷寒論』（成無已）
- 『素問玄機原病式』『宣明論方』（劉完素）
- 『医学啓源』（張元素）
- 『儒門事親』（張従正）
- 『婦人大全良方』（陳自明）-1237年
- 『内外傷弁惑論』『脾胃論』（李東垣）-金・元
- 『厳氏済生方』『厳氏済生続方』（厳用和）
- 『鍼灸資生経』（王執中）
- 『世医得効方』（危亦林）
- 『十四経発揮』（滑寿）
- 『洗冤集録』（宋慈）-1247年
- 『平冤録』（不明）
- 『無冤録』（王興）
- 『補注洗冤集録集証』
- 『格致余論』『局方発揮』（朱震亨）
- 『医学六要』（張三錫）
- 『保嬰撮要』（薛鎧）
- 『薛氏医案十六種』（薛己）
- 『鍼灸聚英』（高武）
- 『医学入門』（李梃）
- 『本草綱目』（李時珍）-1578年
- 『万病回春』（龔廷賢）-明
- 『寿世保元』（龔廷賢）-明
- 『鍼灸大全』（徐鳳）
- 『鍼灸大成』（楊継洲）
- 『六科証治準縄』（王肯堂）
- 『外科正宗』（陳実功）-明
- 『医書大全』（熊宗立）
- 『明医指掌』（皇甫中）
- 『景岳全書』『類経』『類経図録』（張介賓）
- 『温疫論』（呉有性）
- 『医方集解』『本草備要』（汪昇）-清
- 『張氏医通』（張璐）-清
- 『医宗金鑑』（呉謙ら）-清
- 『外感温熱篇』『臨証指南医案』（葉天士）
- 『温病條辨』（呉鞠通）
- 『医林改錯』（王清任）
- 『温熱経緯』（王猛英）
- 『時病論』（雷豊）
- 『血証論』（唐容川）
- 『温熱逢源』（柳宝詒）
- 『医学中衷中参西録』（張錫純）

### 朝鮮
- 『東医宝鑑』（許浚）

### アラビア
- 『医学典範』（イブン・スィーナー）

## 西洋

### エジプト
- 『エドウィン・スミス・パピルス』 - 紀元前17世紀頃に記述されたが、それ以前からの知識も記述されていると考えられる。
- 『トートの書』 - エジプト第18王朝（紀元前16世紀）ごろ
- 『エーベルス・パピルス』 - 紀元前16世紀の医学について書かれたパピルス。

### インド
- 『アーユルヴェーダ』

### ギリシア
- ヒポクラテス#著作 - 『ヒポクラテス全集』、『予後』、『流行病』、『潰瘍について』ほか
- テオプラストスの薬草についての本
- 『薬物誌』(ペダニウス・ディオスコリデス)

### フランス
- 『銃創の処置法』（アンブロワーズ・パレ）
- 『家庭百科事典』（ノエル・ショメール）
- 『歯科外科医、もしくは歯の概論』（ピエール・フォシャール）
- 『 La Chirurgie 』(1306-1320) - (Henri de Mondeville（英語版）、フランス初の外科論文)

### ドイツ
- 『小医学叢書』（ヨハネス・デ・ケタム）
- 『ヘイステルの外科書』（ロレンツ・ヘイステル）
- 『解剖図譜』（ヨハン・アダム・クルムス）

### オランダ
- 『ターヘル・アナトミア』（ゲラルドゥス・ディクテン）

### イタリア
- 『モンディーニ解剖学註解』『小解剖学』（ジャーコモ・ベレンガーリオ・ダ・カプリ）
- 『ファブリカ』（アンドレアス・ヴェサリウス）

### アメリカ合衆国
- 『ドーランド医学辞典』（ウィリアム・アレクサンダー・ニューマン・ドーランド）
- 『グレイ解剖学』
- 『ネッター解剖図譜』
- 『ギャノング生理学』
- 『グッドマン・ギルマン薬理学』
- 『ハリソン内科学』
- 『メルクマニュアル 診断と治療』
- 『ハースト心臓病学』